# Тимьян мугоджарский
Тимья́н (чабре́ц) мугоджа́рский (лат. Thymus ×mugodzharicus) — вероятно, гибридогенный вид двудольных растений рода Тимьян (Thymus) семейства Яснотковые (Lamiaceae).

## Ботаническое описание
Небольшой полукустарничек, хамефит по Раункиеру. Стебли ползучие, приподнимающиеся, округло-четырёхгранные, почти равномерно покрытые курчавым опушением, под соцветием более коротким. Генеративные побеги с 4—8 парами продолговато-эллиптических листьев, практически не уменьшающихся в размере к верхушке стебля (нижние при этом на коротких черешках, а верхние — сидячие), только листья самой нижней пары более широкие, яйцевидно-эллиптические.
Соцветие головчатое, в нижней части с 1—2 кольцами несколько отдалённых ложных мутовок. Чашечка сверху голая или почти голая, снизу — опушённая. Венчик тёмно-лиловый.
Плод — четырёхорешек, распадающийся на яйцевидные орешки.

## Ареал и экологические особенности
Распространён в Оренбургской области России, а также на севере Казахстана, откуда первоначально описан. Почти всегда встречается вместе с тимьянами губерлинским и киргизским.
Встречается по степным каменистым склонам.

## Систематика
Таксон впервые описан Михаилом Васильевичем Клоковым и Натальей Алексеевной Шостенко в 1929 году. Лектотип был собран Ипполитом Михайловичем Крашенинниковым 10 июля 1927 года в верховьях реки Талдык в Мугоджарах.
В настоящее время вид считается гибридогенным таксоном, предками которого являются, вероятно, Thymus guberlinensis и Thymus kirgisorum. Обычно встречается в местах пересечения ареалов этих видов.